# باسل الشعار
باسل الشعار (انگلیسی: Bassel Al Shaar؛ زادهٔ ۱۵ فوریهٔ ۱۹۸۲) بازیکن فوتبال اهل سوریه بود.
از باشگاه‌هایی که در آن بازی کرده‌است می‌توان به باشگاه ورزشی الوحده (سوریه)، باشگاه ورزشی الجیش (سوریه)، باشگاه ورزشی العهد، و باشگاه ورزشی الرمثا اشاره کرد.
وی همچنین در تیم ملی فوتبال سوریه بازی کرده‌است.